# Mucuna gigantea
Mucuna gigantea är en ärtväxtart som först beskrevs av Carl Ludwig von Willdenow, och fick sitt nu gällande namn av Dc. Mucuna gigantea ingår i släktet Mucuna och familjen ärtväxter.

## Underarter
Arten delas in i följande underarter:
- M. g. gigantea
- M. g. plurisemina
- M. g. quadrialata

## Bildgalleri

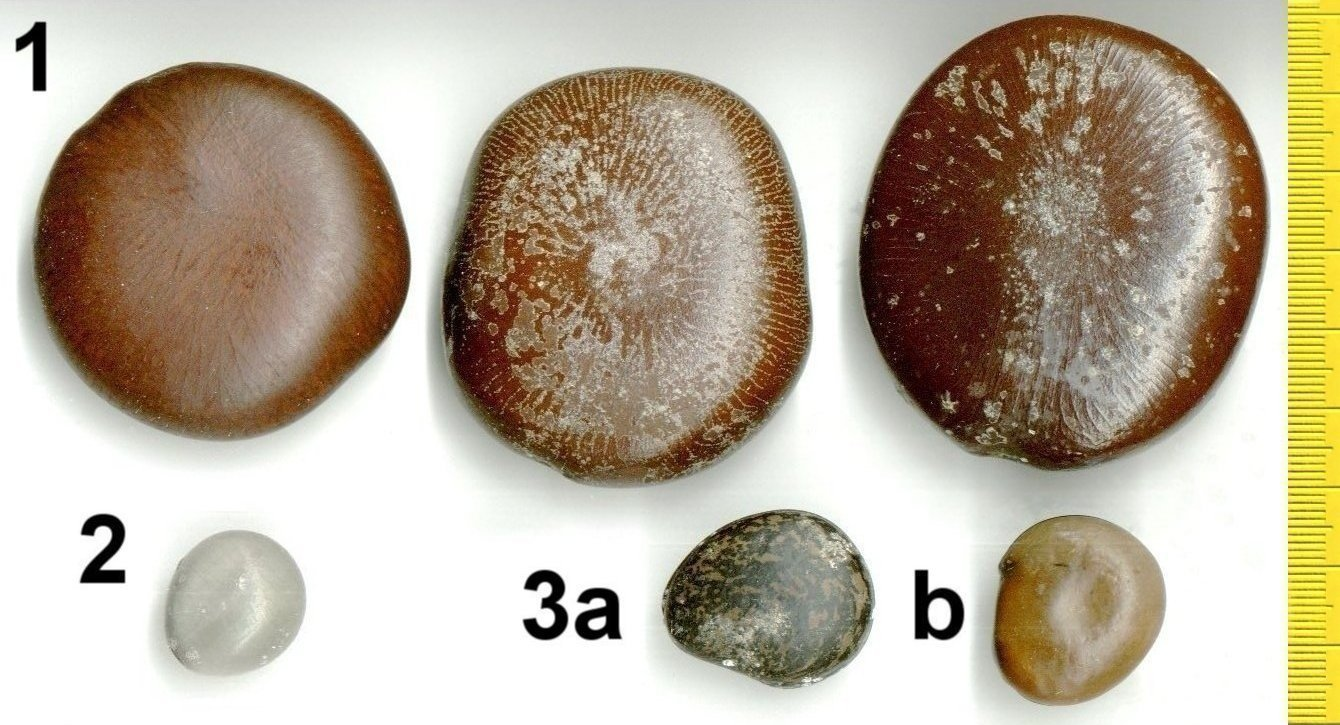
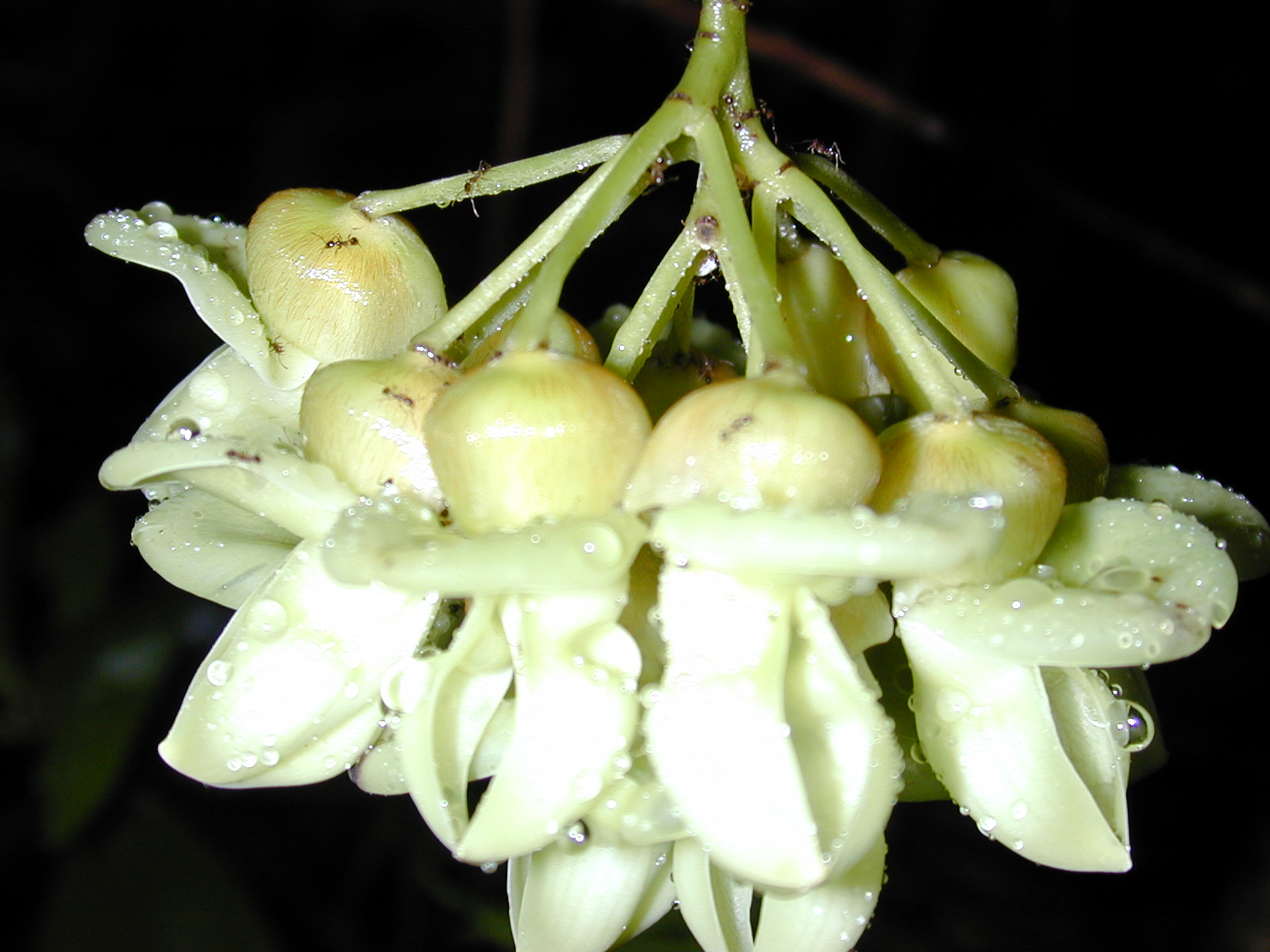